# Matthieu Auroux des Pommiers
Matthieu Auroux des Pommiers est un prêtre et jurisconsulte français, né le 29 août 1670 à Montmarault (Allier) et mort le 26 août 1742 à Moulins (Allier). Il était conseiller clerc en la sénéchaussée de Bourbonnais et siège présidial de Moulins. Il est célèbre pour ses Coutumes générales et locales du pays et duché de Bourbonnais, édition de la Coutume de Bourbonnais accompagnée d'un commentaire très développé et de nombreux documents (1732).

## Biographie
Matthieu Auroux des Pommiers était le fils de Gilbert Auroux, sieur de La Mouthière, riche bourgeois de Montmarault et homme d'affaires avisé, et de Marie Rouher.
Il portait le nom d'une terre achetée par son père et dont il hérita : Les Pommiers, à Blomard (Allier).
En 1690, il est ordonné prêtre du diocèse de Bourges, dont dépendait Montmarault. En 1691, il devient curé de Chappes, près de Montmarault. Il obtient le doctorat en théologie en 1694.
En 1707, il devient avocat à Moulins et en 1720 il est reçu dans la charge de conseiller clerc en la sénéchaussée de Bourbonnais et siège présidial de Moulins.

## Œuvre
Son œuvre la plus connue, Coutumes générales et locales du pays et duché de Bourbonnais, est une édition de la Coutume de Bourbonnais accompagnée d'un commentaire très développé et de nombreux documents (1732).